# Символический обмен и смерть
Символический обмен и смерть (фр. L'échange symbolique et la mort) — социально-философский трактат Жана Бодрийяра, написанный в 1976 году.

## Общие положения
Исходной посылкой философа является убеждение в тождестве фрейдизма и марксизма. Фрейдистский Символ (желаемое) тождественен надстройке и выражен в понятии гиперреальности. Бессознательное тождественно производственным отношениям. Установив этот факт, Бодрийяр деконструирует оппозиции, заявляя, что «принцип симуляции правит нами сегодня вместо прежнего принципа реальности». Знаки уже указывают не на вещи, а на другие знаки. Соотнесенность вещей и знаков утрачена. Этот эффект получил название эмансипации знака или симуляции, которая характеризует современную эпоху. Отсюда Бодрийяр делает вывод, что ни представительная демократия, ни социальная революция в эру симуляции невозможна. Все становится симулятивным, даже труд, который не производит, а социализирует человека.

## Порядки симулякров
- 1 порядок — имитации, чучела, копии, подделки. «Подделка работает пока лишь с субстанцией и формой, а не с отношениями и структурой». Характеристика эпохи Ренессанса.
- 2 порядок — функциональные аналоги, серии. Характеристика эпохи промышленной революции.
- 3 порядок — гиперреальность (деньги, мода, ДНК: «„Генезис симулякров“ обретает сегодня свою завершенную форму именно в генетическом коде», — пишет Бодрийяр[1]).

## Смерть
- Понятие смерти занимает важное место в трактате, поскольку она становится главной чертой постмодерна, когда «умерли» Бог, человек, прогресс, искусство и сама история.
- Смерть трактуется как фантазм или «неэквивалентный товар», страх перед которым создаёт иерархию и производство, то есть лежит в основе современной цивилизации. Первобытные люди не знали смерти, поскольку с мёртвыми продолжалось ритуализированное общение как с живыми. Смерть трактуется как привилегия человека, ибо в смертной казни животных мы видим нечто отвратительное.
- Изначально труд и эксплуатация появились как отсроченная смерть военнопленного. Бодрийяр повторяет рассуждение Гегеля о том, что «господин присваивает чужую смерть, а сам сохраняет право рисковать своей жизнью».
- Однако цивилизация маскирует смерть, похоронные церемонии уходят в прошлое. Смерть вытесняется, как некогда вытеснялся секс.
- Между тем борьба со смертью порождает «третий возраст», когда всё большее число нетрудоспособных людей оказываются на иждивении у государства и своих детей. «Увеличение средней продолжительности жизни привело лишь к дискриминации старости».
- Смерть, понятая как жертвоприношение (авария, теракт), социализирует людей.

## Освобождение
Самым радикальным протестом против существующего порядка Бодрийяр называет самоуничтожение, которое он в последних главах опоэтизировал как «процесс истребления смысловой ценности».

## Первое издание
- Baudrillard, Jean. L'échange symbolique et la mort. Gallimard, Paris 1976. 347 p.

## Издания на русском языке
- Бодрийяр Ж. Символический обмен и смерть (1976). М.: «Добросвет», 2000. — 387 с.
- Символический обмен и смерть. 3-е изд., испр (2021). Изд. "Рипол Классик", ISBN 978-5-386-13989-6